# Sthéfanie Tiele Martins Paulino
Sthéfanie Tiele Martins Paulino (* 4. März 1993 in Lavras, Brasilien) ist eine brasilianische Volleyballspielerin.

## Karriere
Tiele Martins Paulino begann ihre Karriere in der Jugendabteilung ihres Heimatvereins Lavras Tênis Clube und wechselte 2007 in den Jugendbereich des Osasco Voleibol Clube, dort wurde sie 2009 in São Paulo Junioren-Meister. Ab 2009 begann sie eine Profikarriere bei wechselnden brasilianischen Volleyball-Vereinen.
Während der Saison 2012/13 wurde sie im Dezember, zusammen mit ihrer zukünftigen kamerunischen Mannschaftskollegin Laetitia Moma Bassoko, vom deutschen Meister Schweriner SC verpflichtet. Mit ihrem ersten Auslandsengagement wollte sie einen Grundstein für eine Berücksichtigung im brasilianischen Nationalteam bei den Olympischen Spielen 2016 in ihrem Heimatland legen. In der Saison beim Schweriner SC gewann sie den deutschen Meistertitel, den DVV-Pokal und erreichte in der Champions League die Play-offs. Aufgrund diverser gesundheitlicher Probleme konnte sie sich jedoch nicht entscheidend innerhalb des Teams durchsetzen und erfüllte die Erwartungen nicht. Zum Ende der Saison trennte sich der Verein von ihr. Tiele Martins Paulino kehrte anschließend zu ihrem Ex-Verein Minas Tênis Clube nach Brasilien zurück.
Mit der brasilianischen U18-Nationalmannschaft wurde sie in den Jahren 2008 und 2010 Südamerikameister.